# John Berger (fondeur)
Pour les articles homonymes, voir Berger (homonymie) et John Berger (homonymie).
John Berger (né le 31 juillet 1909 et mort le 12 janvier 2002) est un ancien fondeur suédois.

## Jeux olympiques
- Jeux olympiques d'hiver de 1936 à Garmisch-Partenkirchen 
  -  Médaille de bronze en relais 4 × 10 km.